# Камелия Кондова
Камелия Димитрова Кондова е българска поетеса и журналистка, носителка на редица престижни литературни награди.
Камелия Кондова е родена през 1969 г. в град Добрич, където завършва езикова гимназия. След това изучава българска филология във ВТУ „Св. св. Кирил и Методий“. Работи в Радио Добрич като журналистка.
Членка е на Съюза на българските писатели от 1997 г.

## Награди
- Голяма награда на Националния конкурс „Петя Дубарова“;
- Първа награда на Националния конкурс „Веселин Ханчев“ (1985, 1986);
- Първа награда на вестник „Литературен глас“ – Стара Загора;
- Първа награда от Националния конкурс „Петър Алипиев“ (2003);
- Награда „Дора Габе“ (2019);[3]
- Национална награда „Изворът на Белоногата“ (2021);[4]
- Национална литературна награда „Димчо Дебелянов“ (2025).[5]

## Издания
- Кондова, Камелия. Как се обича художник.   Добрич, Славина, 1994. с. 38.
- Кондова, Камелия. Тепърва ще се уча на живот.   Добрич, Сагитариус, 1998. с. 43.
- Кондова, Камелия. Малки смърти.   София, Мултипринт, 2007. ISBN 9789549157543. с. 56.
- Кондова, Камелия. Колко е живот да му се сърдя.   София, Захарий Стоянов, 2011. ISBN 9789540905594. с. 128.
- Кондова, Камелия. Бай Георги има тъжни рамене. 2014.   Добрич, Мартине. ISBN 9786197059106. с. 72.
- Кондова, Камелия. Неделята, която беше в понеделник.   София, Лъчезар Минчев, 2018. ISBN 9789544121082. с. 94.